# معاملة المثليين في لوكسمبورغ
يحظى المثليون والمثليات ومزدوجو التوجه الجنسي والمتحولون جنسياً (اختصاراً: LGBT) في لوكسمبورغ باحترام وقبول إلى حد كبير، فالشعب متسامح عموماً مع المثلية الجنسية. يتم الاعتراف بالشراكات المسجلة، التي تمنح العديد من فوائد الزواج منذ سنة 2004. أقر برلمان لوكسمبورغ قانون زواج المثليين وحقوق تبنيهم للأطفال في يونيو عام 2014 ودخل حيز التنفيذ بتاريخ 1 يناير عام 2015. تدعم أغلبية كبيرة من سكان لوكسمبورغ زواج المثليين. بالإضافة إلى ذلك، تم حظر التمييز على أساس التوجه الجنسي أوعلى أساس «تغيير الجنس».

## قانونية النشاط الجنسي من نفس الجنس
تم تشريع وتقنين (إلغاء تجريم) النشاط الجنسي من نفس الجنس في عام 1794 (عندما كان البلد تحت السيادة الفرنسية). تحدد المادة 372 من قانون العقوبات سن الرشد إلى 16، بغض النظر عن الميول الجنسية و / أو الجنس. وزاد هذا السن إلى 18 عامًا للنشاط الجنسي من نفس الجنس في عام 1971 بإضافة المادة 372 مكرر إلى قانون العقوبات، الذي ألغي في عام 1992. وعاد سن الرشد إلى 16، بغض النظر عن الميول الجنسية و / أو الجنس مجددا من حينها.

## الإعتراف القانوني بالعلاقات المثلية
تمت اتاحة الشراكات المسجلة في لوكسمبورغ منذ 1 نوفمبر 2004، والتي تستند إلى نموذج ميثاق التضامن المدني الفرنسي (PACS).
في عام 2009، أعلنت حكومة لوكسمبورغ عن نيتها لإضفاء الشرعية على زواج المثليين. ومع ذلك، بعد تأجيل طويل، لم يتم إجراء تصويت نهائي حتى يونيو 2014، عندما تم التصويت عليه بأغلبية 56 صوتًا مع مقابل 4 أصوات ضد ودخل القانون حيز التنفيذ في 1 يناير 2015.

## التبني وتنظيم الأسرة
بعد التصويت البرلماني في يونيو 2014، دخل قانون يمنح حقوق التبني الكاملة للأزواج المثليين حيز التنفيذ في 1 يناير 2015.
لا يمكن تأجير الأرحام التجاري للأزواج المثليين من الذكور، وهو محظور وغير قانوني لجميع الأزواج بغض النظر عن التوجه الجنسي. ولكن يمكن، للأزواج المثليات، الحصول على طفل الأنبوب وتقنيات التلقيح بالمساعدة الطبية وتقنيات التلقيح الإصطناعي.
وقد تم اختبار حالة الأبوة المثلية في المحاكم. بعد ولادة توأم في ولاية كاليفورنيا عن طريق تأجير الأرحام، سعى الزوجان المثليان للحصول على الجنسية لأطفالهم. في مايو 2017، منح وزير العدل، فيليكس براز الجنسية اللوكسمبورغية إلى أحد الأطفال. لكن في ديسمبر/كانون الأول، رفض منح الجنسية للطفل الآخر. قدم الزوجان دعوى قضائية في ذلك. في كانون الثاني/يناير 2019، رفضت محكمة لوكسمبورغ الإدارية قرار وزير العدل. اعتبر القضاة أن الشكوى كانت قائمة على أسس سليمة. وبما أن كلا الوالدين مسجلان في وثائق ميلاد كاليفورنيا، خلص القضاة إلى أن الوزير براز كان مخطئا في منح الجنسية لطفل واحد وإنكار المواطنة للطرف الآخر- حتى إذا لم يكن أحد المتقدمين هو الأب البيولوجي.

## الحماية من التمييز

خريطة لوكسمبورغ مع علم فخر المثليين

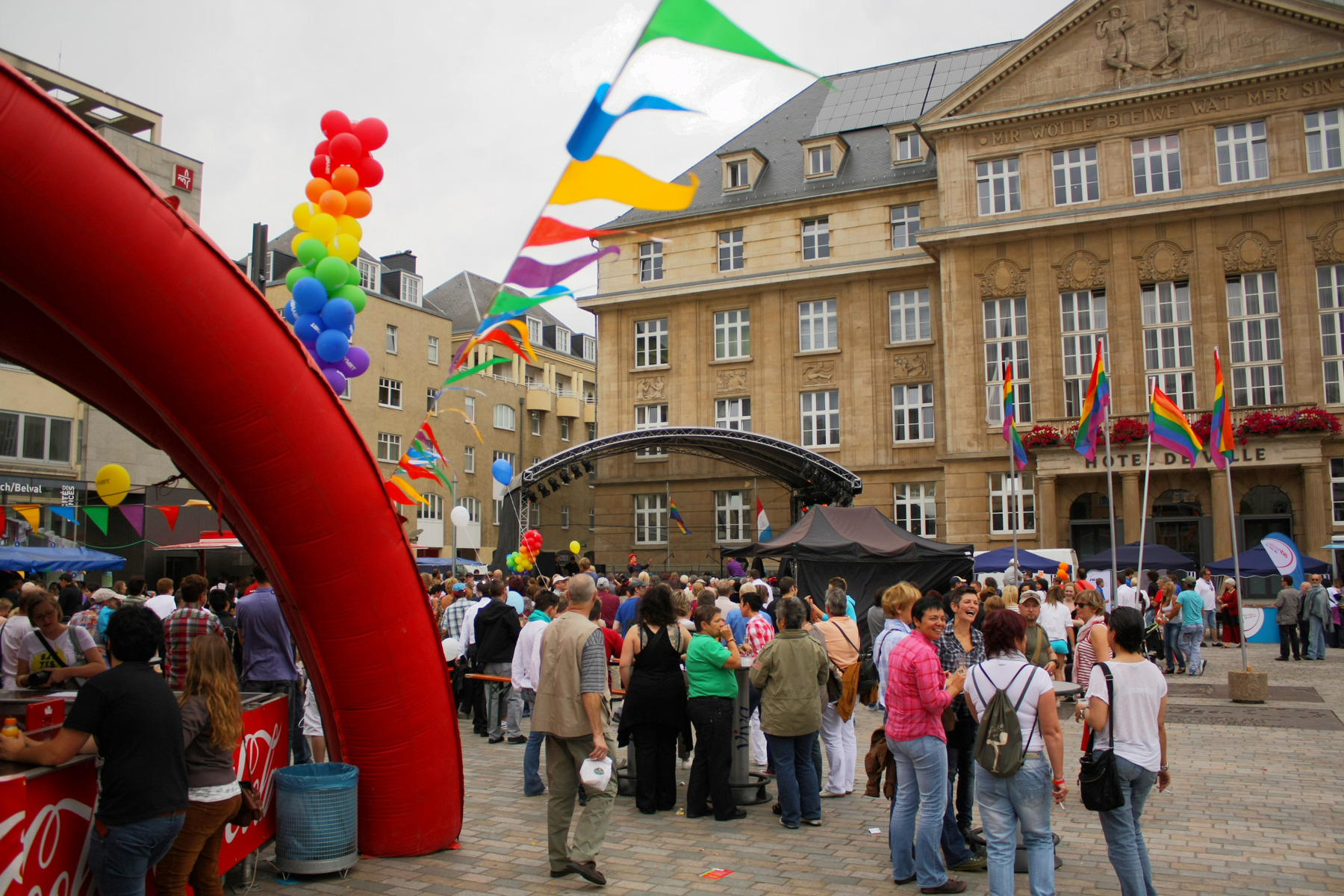
مسيرة ومهرجان فخر المثليين في مدينة لوكسمبورغ في عام 2011

يحظر القانون اللوكسمبورغي التمييز (سواء المباشر أو غير المباشر) على أساس التوجه الجنسي و «تغيير الجنس» (ضمن تعريف الجنس) في التوظيف والتعليم والضمان الاجتماعي والرعاية الصحية وتوفير السلع والخدمات. بالإضافة إلى ذلك، تشير تشريعات جرائم الكراهية أيضًا إلى هذه الخصائص، ويتم التعامل معها كعوامل مشددة للعقوبة.
المادة 1 من قانون مناهضة التمييز، يشار إليها عادة باسم قانون 28 نوفمبر 2006 بشأن المساواة في المعاملة (باللغة الفرنسية: Loi du 28 novembre 2006 sur l'égalité de traitement؛ باللغة اللوكسمبرغية: Gesetz vum 28. November 2006 zu der Gläichbehandlung؛ باللغة الألمانية: Gleichbehandlungsgesetz vom 28. November 2006)، وفيما يلي نصها:
«يحظر أي تمييز مباشر أو غير مباشر على أساس الدين أو المعتقدات الدينية أو الإعاقة أو العمر أو التوجه الجنسي أو العضوية أو عدم العضوية، سواء أكانت صحيحة أم متصورة، في العرق أو الإثنية.»

## الهوية الجندرية والتعبير عنها
في السابق، تطلب القانون اللوكسمبورغي أن يخضع الأشخاص المتحولين جنسياً لعملية جراحية وتعقيم والطلاق -لو كانوا متزوجين- من أجل تغيير جنسهم القانوني.
ولكن، في 12 مايو 2017، وافقت الحكومة على مشروع قانون لتنظيم إجراء التغييرات في الجنس قانونيا. إذا تم سنه، سيكون على الشخص البالغ تقديم طلب إلى وزارة العدل لتغيير جنسه القانوني. لن يحتاج الأمر لا إلى عملية جراحية أو غيره من ضروب العلاجات الطبية. سيقدر القاصرون على تقديم طلب لتغيير الجنس من خلال موافقة الأوصياء القانونيين. في 31 مايو، تم تقديم مشروع القانون إلى البرلمان، في 25 يوليو 2018، تمت الموافقة عليه في تصويت 57 صوتا لصالحه و3 أصوات ضده (57-3). في 27 يوليو 2018، وافق مجلس الدولة على تخطي التصويت الثاني. صادق الدوق الأكبر هنري عليه في 10 أغسطس ونشر في الجريدة الرسمية في 12 سبتمبر. دخل القانون حيز التنفيذ في 16 سبتمبر 2018.

## الخدمة العسكرية
يُسمح للمواطنين اللوكسمبورغيين بالخدمة في القوات المسلحة (الجيش) بغض النظر عن التوجه الجنسي.

## حركة حقوق المثليين في لوكسمبورغ
«لوكسمبورغ الوردية» (باللكسمبورغية: Rosa Lëtzebuerg) هي المنظمة الرئيسية التي تدافع عن حقوق المثلييات والمثليين جنسياً ومزدوجي الميول الجنسية والمتحول جنسيا (إل جي بي تي) في لوكسمبورغ. تأسست في 26 يونيو 1996 وكان لديها 220 عضوا بحلول عام 2004. وتتمثل أهداف المنظمة في تعزيز الحقوق المدنية لمجتمع المثليين، ومكافحة التمييز ضدهم، والعمل في الأمور الاجتماعية والثقافية والقانونية من أجل تحقيق المساواة الكاملة لهم، وتنظيم الأنشطة الاجتماعية والثقافية الخاصة بهم.

## الرأي العام
وجد إستطلاع يوروباروميتر نشر في ديسمبر 2006 أن 58٪ من اللوكسمبورغيين الذين شملهم الإستطلاع يدعمون زواج المثليين و39٪ يؤيد تبني المثليين للأطفال. كان متوسط الاتحاد الأوروبي في هذا الإستطلاع الدعم بنسبة 44٪ و 33٪ على التوالي. بحلول عام 2015، ارتفع الدعم إلى 75٪ بالنسبة لدعم زواج المثليين في لوكسمبورغ.
| قانونية النشاط الجنسي المثلي                                                                  | (منذ 1794)                                                   |
| المساواة في السن القانزنية للنشاط الجنسي                                                      | (ما عدى بين 1971-1992)                                       |
| قوانين مكافحة التمييز في التوظيف                                                              | Yes                                                          |
| قوانين مكافحة التمييز في توفير السلع والخدمات                                                 | Yes                                                          |
| قوانين مكافحة التمييز في جميع المجالات الأخرى (بما في ذلك التمييز غير المباشر، خطاب الكراهية) | Yes                                                          |
| قوانين مكافحة التمييز المتعلق بالهوية الجندرية                                                | (تحت "تغيير الجنس")                                          |
| زواج المثليين                                                                                 | (منذ 2015)                                                   |
| الاعتراف القانوني بالعلاقات المثلية                                                           | (منذ 2004)                                                   |
| تبني أحد الشريكين للطفل البيولوجي للشريك الآخر                                                | (منذ 2015)                                                   |
| التبني المشترك للأطفال من قبل الأزواج المثليين                                                | (منذ 2015)                                                   |
| يسمح للمثليين والمثليات ومزدوجي التوجه الجنسي والمتحولين جنسيا الخدمة علنا في الجيش           | Yes                                                          |
| الحق في تغيير الجنس القانوني                                                                  | [ 22 ]                                                       |
| الوصول إلى التلقيح الاصطناعي للمثليات                                                         | Yes                                                          |
| تأجير الأرحام التجاري للأزواج المثليين من الذكور                                              | (محظور وغير قانوني لجميع الأزواج بغض النظر عن التوجه الجنسي) |
| حظر علاج التحويل ضد القاصرين                                                                  | No                                                           |
| السماح للرجال الذين يمارسون الجنس مع الرجال بالتبرع بالدم                                     | [ 23 ]                                                       |